# Кусдриоара (Клуж)
Кусдриоара (рум. Cusdrioara) насеље је у Румунији у округу Клуж у општини Куздриоара. Oпштина се налази на надморској висини од 235 m.

## Становништво
Према подацима из 2011. године у насељу је живело 2944 становника.